# Retirada fingida
La retirada fingida es una táctica militar en que un ejército pretende retirarse del campo de batalla para que sus enemigos lo persiguieran, abandonando su posición. Posteriormente, el ejército en retirada debía girar y encarar sorpresivamente a un enemigo que habría perdido la cohesión de sus unidades al perseguirlo. Esta maniobra era muy usada por pueblos nómadas de guerreros a caballo cuya arma preferida era el arco.

## Uso y debilidades
Sun Tzu, en su tratado El arte de la guerra, afirmaba sobre las maniobras: «Cuando pretenda huir [el enemigo], no lo persigas». El sinólogo británico Lionel Giles consideró que significaba que no se debía perseguir a un enemigo que inesperadamente huye, pues puede tratarse de una treta.
La táctica no requería que todo el ejército enemigo cayera en la trampa, podía ser desmoralizante al aniquilar sólo la vanguardia. Cuando el konung Sviatoslav I de Kiev invadió Bulgaria, el general bizantino Bardas Esclero retrocedió y emboscó a la vanguardia rusa, compuesta por pechenegos, que fue masacrada y los supervivientes huyeron con el grueso del ejército que venía detrás, desordenándolo y causando que huyera en pánico, siendo masacrado por los bizantinos que les cazaron. Por esto, muchos siglos después, Giovanni da Pian del Carpine, advertía «si los tártaros [mongoles] fingen huir, no deben perseguirlos muy lejos (...) Y que otra línea esté dispuesta a ayudar a la primera si la ocasión lo requiere». Después de varios siglos de enfrentar a árabes y búlgaros y caer muchas veces en esta táctica, durante la dinastía macedónica, los bizantinos adoptaron una formación estándar de cuadro defensivo y rara vez perseguían a sus enemigos.
El historiador británico David G. Chandler la considera una de las siete tácticas básicas, estando muy asociada al movimiento de pinzas, pues la emboscada final solía ser un movimiento envolvente. Era muy útil contra enemigos establecidos en fuertes posiciones defensivas, pues se los tentaba con una aparente fácil victoria. Sin embargo, si el persecutor presionaba demasiado o el perseguido consistía de tropas indisciplinadas, la retirada podía volverse real al no mantener la cohesión. También podía suceder que las tropas en supuesta retirada se movieran demasiado rápido, lo que llevaría a sus adversarios a cancelar la persecución antes de tiempo y volver a sus posiciones.

## Ejemplos
Dos autores, Marco Juniano Justino y Paulo Orosio, afirmaban que los masagetas de la reina Tomiris se retiraron en su batalla contra Ciro el Grande, atrayéndolo a un desfiladero donde lo emboscaron, vencieron y mataron. Heródoto afirmaba que cuando Ciro invadió las tierras de los masagetas, dejó en un campamento a sus soldados más débiles mientras que el se retiró con el resto. El hijo de Tomiris, Espargapises, aprovechó de atacar y tomar el lugar, encontrándose un gran botín, incluido mucho vino con el que los masagetas se emborracharon hasta dormirse. Ciro había hecho eso a propósito y regresó al campamento a masacrar a sus enemigos. También menciona que los espartanos usaron está táctica durante la batalla de las Termópilas para destruir una unidad de inmortales persas. Antes de la batalla de Agrigento, en la primera guerra púnica, el general cartaginés Hannón envió a su caballería ligera númida a provocar a la romana, que la persiguió, siendo conducida hacia el principal cuerpo cartaginés, sufriendo graves pérdidas.
También Jenitas, general aqueo al servicio de Antíoco III el Grande, fue enviado a enfrentar al sátrapa rebelde Molón. El aqueo cruzó el río Tigris persiguiendo al insurrecto, que se retiró a Media. Jenitas lo siguió creyéndose victorioso, se dedicó a hacer botín y dejó a sus tropas festejar, entonces Molón asaltó su campamento mientras dormían borrachos y muchos sobrevivientes se ahogaron al intentar cruzar el río a nado. En la disputa Chu-Han, el ejército del estado de Han al mando de Han Xin cruzaron el río Wei y atacaron a las de Chu, luego fingieron retirarse para atraer a sus enemigos a la otra orilla. La vanguardia de Chu, dirigida por el general Long Ju, cruzó pero entonces los soldados de Han Xin liberaron las aguas de una represa que habían construido en secreto río arriba. Long Ju y su tropa quedaron aislados y fueron masacrados. Ante esto, el resto del ejército de Chu se desmoralizó y desintegró.
En Cannas, Aníbal Barca ordenó a su centro ceder lentamente terreno ante las legiones romanas para dejarlas atrapadas en el centro de su trampa. En las guerras lusitanas, el pretor romano Lucio Mumio logró vencer al jefe Césaro, pero al perseguirlo sus legiones perdieron el orden, lo que el jefe aprovechó para contraatacar y causarle 9000 bajas. En Carras, los romanos se enfrentaron por primera vez a arqueros a caballo. Viéndose rodeado por estos, el procónsul Marco Licinio Craso envió a su hijo, el legado Publio Licinio Craso a dispersarlos, pero los arsácidas se retiraron, alejándolo del grueso de los romanos para que no pudieran ayudarlo, luego lo rodearon y derrotaron en detalle a su columna. En el Reino de Numidia, el legado Cayo Escribonio Curión venció con su vanguardia de caballería al general númida Saburra, a quien persiguió por el valle del río Bagradas con sus legiones, dejando atrás al grueso de sus jinetes por estar agotados por el combate. Saburra dio órdenes a sus hombres de atacar y retirarse constantemente para que los romanos no dejaran de seguirlos. Sin darse cuenta, Curión se fue alejando de sus bases en la costa y se dirigió directamente al grueso del ejército númida mandado por el rey Juba II. En el lugar adecuado, la caballería númida flanqueo y rodeó a las legiones, que acabaron masacradas.
En otra ocasión, el jefe godo Cniva saqueó las provincias del río Danubio y en su camino de retorno con el botín fue perseguido por el emperador Decio. Cniva dividió su hueste en tres grupos, siendo los dos primeros vencidos fácilmente y se retiraron, luego avanzó para enfrentar al tercero y mayor, que lo atacó por sorpresa en el pantano con los otros dos.
Los ligeros jinetes magiares usaron la falsa retirada para separar a la caballería pesada europea, que salía a perseguirlos, luego la emboscaban y pasaban a destruir a la infantería que venía detrás. Así lo hicieron en Brenta, Rednitz y Lechfeld.
Cuando el Gran ejército pagano danés invadió Northumbria, los reyes rivales Aelle y Osberth unieron sus fuerzas para presentar batalla. Los daneses acabaron huyendo y los anglosajones los persiguieron, pero de repente se encontraron con el cuerpo principal de los daneses y se vieron rodeados y acabaron vencidos, muriendo ambos monarcas. En Hastings, el duque Guillermo el Conquistador hizo varias pequeñas retiradas fingidas para animar a los anglosajones, atrincherados en una colina, a perseguir a sus normandos. Así fue diezmando y acortando la línea anglosajona hasta poder envolverla y dar muerte a su rival, el rey Haroldo II. Los normandos usaron esa táctica también en Arques, Mesina y Dirraquio, posiblemente la adoptaron por su contacto con los carolingios y las guerras libradas en Francia y Flandes; aunque el historiador estadounidense Bernard Bachrach sugirió que los normandos adoptaron esta táctica de los alanos. Lo cierto es que los ejércitos carolingios, especialmente su caballería, estaban entrenados en esta táctica.
Los mongoles fueron quienes más usaron esta táctica, usualmente con éxito. La dificultad de distinguir entre una retirada fingida bien hecha y una real significaba que se podía dejar a un ejército vencido escapar intacto, siendo que en la retirada era el momento propicio para cazar y aniquilar al rival. En Junan, el noyon (general) Subotai y sus ligeros jinetes lanzaron una lluvia de flechas sobre los georgianos y armenios, pero luego huyeron en pánico. Los cristianos les persiguieron, rompiendo filas y dispersándose hasta que sus caballos se agotaron por el peso de las armaduras. En cierto momento, los mongoles dieron media vuelta y los atacaron, mientras un destacamento oculto al mando de Yebe sorprendió a los cristianos por la retaguardia. Por esto, Carpine afirmaba: «Incluso si los tártaros se retiran, nuestros hombres no deben separarse ni dividirse, ya que los tártaros pretenden retirarse para dividir el ejército, para luego poder venir sin obstáculos ni obstáculos y destruir toda la tierra». También aplicaron está táctica contra guarniciones de fortalezas, fingiendo retirarse para que estas salieran a perseguirlos y llevarlas a campo abierto donde aniquilarlas. Por ejemplo, en el paso Juyong o Samarcanda. Aunque también la sufrieron, como a manos de los búlgaros del Volga en Kernek, los mamelucos egipcios en Ain Yalut o los rusos en Kulikovo.
Pero quizás, el ejemplo más conocido es cuando se retiraron por varios días de un gran ejército de janes cumanos y príncipes rusos. Subotai organizó una retaguardia que atrajo a un lugar designado donde lo esperaba Yebe con el grueso de la tropa. Luego, permitió que la vanguardia rusa venciera a su destacamento en varias ocasiones, animándolo a los janes y príncipes a perseguirlos hacia la estepa, donde la poderosa caballería mongol podía rodearlos y aniquilarlos. Además, las rivalidades entre príncipes hizo que las distintas unidades rusas se fueran distanciando entre sí hasta que cuando llegaron al río Kalka, los mongoles atacaron y vencieron una unidad a la vez (derrota en detalle).
Posteriormente, el Imperio otomano aplicó la táctica contra los austríacos, por lo que el príncipe Eugenio de Saboya desconfiaba al verlos retirarse. En Krbava, los akıncı (jinetes ligeros) otomanos ocultaron a 3000 jinetes en un bosque cercano al campo de batalla. Luego, el resto atacó a los croatas, atrincherados en una colina, pero al poco tiempo se retiraron y fueron perseguidos por los croatas. Entonces, los otomanos ocultos atacaron y los croatas se vieron atacados por el frente, retaguardia y la derecha.
En 1812, poco antes de la batalla de Salamanca, el duque Arthur Wellesley hizo que su ejército de británicos, españoles y portugueses fingiera retirarse hacia Portugal, lo que llevó al mariscal francés Auguste Marmont a sobreextender sus líneas para intentar cortar su retirada. Esto permitió al duque atacar el flanco francés cuando estaba desordenado al moverse. También sucedió en la invasión de Napoleón Bonaparte de Rusia, en Mir, cuando una tropa de cosacos atacó a los ulanos polacos y se retiró de inmediato, provocando que los persiguieran, siendo llevados hacia el cuerpo principal de cosacos que les derrotó. Años antes, en la guerra de la Independencia de Venezuela, el caudillo realista José Tomás Boves ordenó a sus 3000 infantes cargar contra las posiciones patriotas en La Puerta, pero cuando se retiraron después de una hora de asaltos infructuosos, los republicanos les persiguieron. Entonces, ocultas por el terreno aparecieron tres columnas de 1500 jinetes llaneros cada una que rodearon y acabaron con los patriotas. Los patriotas también usaron esta táctica en Las Queseras del Medio, donde la caballería de José Antonio Páez se retiró ante los jinetes realistas que los persiguieron, separándolos de su infantería. Luego, Páez ordenó «¡Vuelvan caras!» y su caballería giró y cargó sobre sus perseguidores, desorganizándolos y poniéndolos en fuga hacia su infantería. Los infantes realistas lograron formar un cuadro y resistir hasta la noche mientras su caballería los abandonaba, salvándose de un desastre total. Durante las guerras civiles argentinas el exitoso caudillo riojano Juan Facundo Quiroga solía cargar con sus gauchos contra sus enemigos para después retirarse, tentándolos a perseguirlo. A continuación daba vuelta y les plantaba cara mientras una tropa de reserva atacaba por la retaguardia.
En la Segunda Guerra Mundial, el general británico Richard O'Connor permitió al general italiano Rodolfo Graziani atacarlo y simplemente se retiró,  permitiendo a los italianos volverse lentos y desorganizados. Sin embargo, en diciembre de 1940 vino un éxito contraataque en que los italianos se desintegraron. Poco después, en enero de 1942, el mariscal alemán Erwin Rommel se retiró hasta Tobruk, haciendo que los británicos extendieran demasiado sus líneas de suministros en su avance. Luego, contraatacó y recuperó mucho del territorio perdido.

### Clásica
Los libros son citados en números romanos y capítulos y párrafos en números arábigos. Entre paréntesis aparecen los apellidos de los traductores de las ediciones usadas con el año correspondiente y las páginas citadas. 
- Apiano. Historia Romana. Libro VI. Véase en: White, Horace (1912). Appian's Roman History (en inglés) 1. Cambridge: Harvard University Press. Para la ordenación numérica de los fragmentos véase la versión digitalizada en Livius, con notas de Jona Lendering, 2005.
- Giovanni da Pian del Carpine. Ystoria Mongalorum. En Dawson, Christopher (1960). «History of the Mongols». Mission to Asia: Narratives and Letters of the Franciscan Missionaries in Mongolia and China in the Thirteenth and Fourteenth Centuries (en inglés). Nueva York: Harper Torchbooks. pp. 3-76.
- Heródoto. Historias. Libro VII. En Pou, Bartolomé (2006). Heródoto de Halicarnaso. Los nueve libros de la Historia. s/i: El Aleph. Archivado desde el original el 13 de julio de 2020. Ordenación numérica en Godley, Alfred Denis (1920). Herodotus: The Histories (en inglés) 1. Cambridge: Harvard University Press.
- Historia secreta de los mongoles. En Onon, Urgunge (2005).  Urgunge Onon, ed. Secret History of the Mongols (en inglés). Nueva York: Taylor & Francis. ISBN 0-203-98876-0.
- Marco Juniano Justino. Epítome de las Historias filípicas de Pompeyo Trogo. Libro I. En Watson, John Selby (1853). Justin, Cornelius Nepos, and Eutropius, tr. with notes by J.S. Watson (en inglés). Londres: Convent Garden. Ordenación numérica proviene de Arnaud-Lindet, Marie-Pierre (2003). Abrégé des Histoires Philippiques de Trogue Pompée: Livres I-X (en latín) 1. s/i: Forum Romanum.
- Paulo Orosio.  Historia contra los paganos. Libro II. En Fear, Andrew T. (2010). Seven Books of History Against the Pagans (en inglés). Liverpool: Liverpool University Press. ISBN 9781846312397. Véase también en Zangemeister, Karl Friedrich Wilhelm; Bänziger, Max (1889). Historiarum adversum paganos libri VII (en latín). Viena: Teubner.
- Polibio. Historias. Libro V. En Paton, William Roger (1923). Polybius' Histories (en inglés) 3. Cambridge: Harvard University Press.
- Simeón de Durham. Historia de los reyes. En Stevenson, Joseph (1853). «Simeon of Durham's History of the Kings». Church Historians of England: The historical works of Simeon of Durham. Part II (en inglés) 3. Londres: Seeleys. pp. 425-617.
- Sun Tzu. El arte de la guerra. En Tooney, Enrique (2017). El arte de la guerra de Sun Tzu. Madrid: Sexto Piso. Ilustraciones de Damián Ortega. ISBN 978-84-16677-74-0. Véase también en Giles, Lionel (2000). Sun Tzu On The Art Of War (en inglés). Leicester: Allandale. ISBN 1-903328-03-9. Véase también en Changing minds.

### Moderna
- Bóna, István (2000). A magyarok és Európa a 9–10. században (en húngaro). Budapest: História – MTA Történettudományi Intézete. ISBN 963-8312-67-X.
- Byfield, Ted (2008). The Christians. Their first two thousand years. A Glorious Disaster A.D. 1100 to 1300: the Crusades: Blood, Valor, Iniquity, Reason, Faith (en inglés) VII. Edmonton: Society to Explore and Record Christian History.
- Chandler, David G. (1974). The Art of Warfare on Land (en inglés). Londres: Hamlyn Publishing Group. ISBN 0600301370.
- Deligiannis, Periklis (2011). The battle of the Kalka River (1223): an analysis of the combat (en inglés). s/i: autor.
- Esteves González, Édgar (2004). Batallas de Venezuela, 1810-1824. Caracas: El Nacional. ISBN 978-980-388-074-3.
- Goldsworthy, Adrian (2007). The fall of Carthage: the Punic Wars, 265-146 BC. (en inglés). Oxford: Cassell. ISBN 9780304366422.
- Haldon, John F. (2001). The Byzantine Wars (en inglés). Stroud: Tempus. ISBN 978-0-7524-1795-0.
- Holmes, R. Rice (1923). The Roman Republic and the Founder of the Empire (en inglés) III. Oxford: Oxford University Press.
- Hughes, Ian (2023). Thirteen Roman Defeats: The Disasters That Made the Legions (en inglés). Filadelfia: Pen & Sword. ISBN 9781526726704.
- Ibáñez Sánchez, José Roberto (2019). Presencia neogranadina en Carabobo. Narración Histórico-Militar I. Bogotá: Academia Colombiana de Historia. ISBN 9789585154506.
- Kaufmann, J. E.; Kaufmann, H. W. (2001). The Medieval Fortresses: Castles, Forts And Walled Cities Of The Middle Ages (en inglés). Cambridge: Da Capo Press. Ilustrado por Robert M. Jurga. ISBN 9781580970624.
- Keegan, John (2004). A History of Warfare (en inglés). Londres: Random House. ISBN 9781446496510.
- Levente, Igaz (2010). «...A király maga es csodálkozik azon, hogy ő, a győztes, legyőzötté vált...». Belvedere Meridionale (en húngaro) XXII (3-4): 5-15.
- Mijatović, Anđelko (2005). Bitka na Krbavskom polju 1493. godine (en croata). Zagreb: Školska knjiga. ISBN 953-0-61429-2.
- Nicolle, David; Viacheslav Shpakovsky (2005). Kalka River, 1223: Genghiz Khan's Mongols Invade Russia (en inglés). Oxford: Osprey. ISBN 9780275988456.
- Overtoom, Nikolaus Leo (2020). Reign of Arrows: The Rise of the Parthian Empire in the Hellenistic Middle East (en inglés). Oxford: Oxford University Press. ISBN 9780190888343.
- Rogers, Clifford J. (2010).  Shelley Reid; William Caferro, ed. The Oxford Encyclopedia of Medieval Warfare and Military Technology (en inglés) I. Oxford: Oxford University Press.
- Rosa, José María (1972). Historia argentina: Unitarios y federales (1826-1841) IV. Buenos Aires: Editorial Oriente.
- Sawyer, Ralph D. (2004). Fire and Water: The Art of Incendiary and Aquatic Warfare in China (en inglés). Nueva York: Basic Books. ISBN 9780813340654.
- Sheppard, Si (2009). César contra Pompeyo. Farsalia. Barcelona: Osprey. Traducción inglés-español de Eloy Carbó Ros. ISBN 9788447363797.
- Stephenson, Paul (2000). Byzantium's Balkan Frontier: A Political Study of the Northern Balkans, 900–1204 (en inglés). Cambridge: Cambridge University Press. ISBN 0-521-77017-3.
- Theotokis, Georgios (2010). «The Norman Invasion of Sicily, 1061–1072: Numbers and Military Tactics». War in History (en inglés) XVII (4): 381-402.
- Theotokis, Georgios (2014). Norman Campaigns in the Balkans, 1081-1108 (en inglés). Woodbridge: Boydell Press. ISBN 9781843839217.
- Weatherford, Jack (2005). Genghis Khan and the Making of the Modern World (en inglés). Nueva York: Crown. ISBN 9780307237811.

- Datos: Q5441540